# Minla à queue rousse
Minla ignotincta
Espèce
Statut de conservation UICN

 LC  : Préoccupation mineure
Le Minla à queue rousse (Minla ignotincta) est une espèce de passereaux de la famille des Leiothrichidae.

## Répartition
Cet oiseau vit à travers l'est de l'Himalaya, le nord-est de l'Inde, le centre/sud de la Chine et le Vietnam.